# Robert Johansson-Dahr
Carl Robert Johansson-Dahr (i riksdagen kallad Johansson-Dahr i Jönköping), född 7 juni 1862 i Höreda, död 18 februari 1947 i Jönköping, var en svensk folkskoleinspektör och politiker (frisinnad). Han var far till professor Konstantin Dahr.
Robert Johansson-Dahr, som kom från en bondefamilj, tog folkskollärarexamen i Växjö 1883 efter att ha vikarierat som folkskollärare i Åby 1881 och Bringetofta 1882. Han undervisade därefter vid folkskollärarseminariet i Växjö 1883–1884 och var därefter föreståndare för Jönköpings läns småskollärarseminarium i Vetlanda 1885–1888. Efter akademiska studier blev han filosofie kandidat vid Lunds universitet 1892 och utsågs året därpå till folkskoleinspektör i Jönköping.
Han engagerade sig i den frisinnade rörelsen och hade ledande uppdrag i Jönköpings lokalpolitik, bland annat som drätselkammarens vice ordförande 1918–1919 och stadsfullmäktiges vice ordförande 1919–1934. Han var även landstingsfullmäktiges vice ordförande i Jönköpings läns landsting 1919–1934 och var ordförande i landstingets förvaltningsutskott 1929–1933.
Robert Johansson-Dahr var riksdagsman i andra kammaren för Jönköpings stads valkrets 1903–1911 samt i första kammaren för Jönköpings läns valkrets 1931–1933. Som kandidat för Frisinnade landsföreningen tillhörde han dess riksdagsparti Liberala samlingspartiet respektive (i andra valperioden) Frisinnade folkpartiet. I riksdagen var han bland annat suppleant i konstitutionsutskottet 1909–1911 samt 1931–1933. Han var särskilt engagerad i skol- och nykterhetsfrågor, såsom bekämpande av spritsmuggling.